# 西南马陆草
西南马陆草（学名：Eremochloa bimaculata）为禾本科蜈蚣草属下的一个种。

## 扩展阅读
- 維基物種上的相關：西南马陆草